# 하파에우 코스타
하파엘 코스타 두스 산투스(포르투갈어: Rafael Costa dos Santos)는 브라질 상루이스 출신의 축구 선수이다.

## 클럽 경력
2014년 1월 19일 FC 서울로 이적이 확정되었다. AFC 챔피언스리그 2014에서만 2골을 넣는 기대 이하의 활약 속에 2014년 7월 브라질 폰치 프레타로 임대되었다. 그 후 다시 2015년 1월 브라질 조인빌리 EC로 재임대되었으며 2015년 7월 세아라 SC로 다시 한번 임대되었다. 2016년 1월 23일 세아라 SC에 완전 이적이 확정되었다.